# Mlanjella flavopicta
Mlanjella flavopicta är en insektsart som beskrevs av Ronald Gordon Fennah 1957. Mlanjella flavopicta ingår i släktet Mlanjella och familjen vedstritar. Inga underarter finns listade i Catalogue of Life.